# بول حداد
بول حداد، (20 مايو 1963- 11 أبريل 2020)، وهو ممثل كندي، شارك بعدة أفلام ومسلسلات، وعُرف كصوت شخصية ليون كينيدي في لعبة "ريزدنت إيفل 2" عام (1998). شملت أدواره الأخرى في مجال الدبلجة شخصية العم آرثر في مسلسل "بابار" عام (1989–1991)، وكويك سيلفر وأركون في مسلسل "X-Men"، عام (1992–1996)، ولوك تالبت في "مونستر فورس" عام (1994)، والشخصية الرئيسية في "فري ويلي" (1994–1995)، ولفتي في "كوينز جون كالاها" (2000–2002).

## الحياة المبكرة
وُلِد حداد في برمنغهام، إنجلترا، في 20 مايو 1963، وكان الأكبر بين ثلاثة أطفال. التحق حداد بجامعة مكغيل، حيث درس التمثيل. في عام 1988، تخرج من مدرسة المسرح الوطنية الكندية في مونتريال، كيبيك.

## المهنة
أدى حداد عروضاً في مهرجان ستراتفورد المسرحي في ستراتفورد، أونتاريو، لمدة عامين. في مهرجان عام 1996، لعب دور باسانيون في مسرحية "تاجر البندقية". وقدم حداد صوت شخصية العم آرثر في مسلسل "بابار" (1989–1991)، وشخصية شريمبليبس في "ميدابوتس" (2001–2002).
تشمل أدواره الصوتية في العديد من الأعمال مثل: "كوينز"، "محاربون أسطوريون"، "سايبر تشيس"، "مغامرات سوبر ماريو بروس 3"، "سوبر ماريو وورلد"، "الدب الصغير"، "الحافلة السحرية"، "روبو روتش"، "بيرلي"، "أقدام فرانى"، "مغامرات تان تان" و"روبريت".
في عام 1995، لعب حداد دور جيرالد شولتز، شقيق إدوارد شولتز (مات فريور)، الذي يدير السوق المحلي في فيلم الرسوم المتحركة الكوميدي "باغ هانت" من إنتاج ديزني تون ستوديوز. وأدى صوت شخصية ويلي ستوب في المسلسل الكرتوني "ريسكيو هيروز".
كان جداد معروفاً بشكل خاص بتقديم صوت ليون س. كينيدي في لعبة الفيديو "ريزدنت إيفل 2". وبفضل شعبية أدائه الصوتي في "ريزدنت إيفل 2"، طُلب منه تقديم صوت شخصية في لعبة "داي مير: 1998" التي تحمل طابعاً مشابهاً. أدى دور حداد في "ريزدنت إيفل 2" إلى جعله "أيقونة" بين قاعدة المعجبين باللعبة، وفقًا لموقع "غاماسوترا".

## الحياة الشخصية والوفاة
عاش حداد في تورونتو، أونتاريو، حتى وفاته. كان من اهتماماته تحرير الأفلام، ومساعدة الممثلين في تقديم عروضهم. خلال بث مباشر على يوتيوب، كشف أنه كان يعاني من سرطان الحنجرة في المرحلة الثالثة، وأنه كان لديه ورم ينمو على إحدى حبال صوته؛ لكن الورم تمت إزالته جراحيًا، مما أثر على صوته.
في فبراير 2020، أنشأ حداد حملة تمويل جماعي على "غو فند مي"، (بالانجليزية: GoFundMe)، طلب فيها 2000 دولار لإجراء عملية جراحية عصبية ثالثة. وأوضح في منشور مرفق على فيسبوك معاناته الشخصية والمالية، وكشف أنه عانى من اضطراب الوسواس القهري (OCD) طوال معظم حياته. على الرغم من أنه كان يدير هذا الاضطراب من خلال جهاز تحفيز الدماغ العميق (DBS)، إلا أن الجهاز تمت إزالته في عام 2019 بسبب عدوى، مما أدى إلى عودة صراعه مع الوسواس القهري.
بعد شهرين من إنشاء الحملة، توفي حداد في 11 أبريل 2020، عن عمر يناهز 56 عامًا. لم يتم الكشف عن سبب الوفاة بشكل علني.

## الأعمال

### الأفلام[6]
[edit source]
| السنة | العنوان                                     | الدور                                  |
| ----- | ------------------------------------------- | -------------------------------------- |
| 1987  | Tomorrow's a Killer                         | Lover                                  |
| 1995  | BugHunt                                     | Gerald Schulze (voice)                 |
| 1996  | An Angel for Christmas                      | Additional Voices (voice)              |
| 1999  | بابار: ملك الفيلة                           | Elevator Boy, Tailor (voices)          |
| 2000  | Franklin and the Green Knight: The Movie    | Mr. Fox (voice)                        |
| 2002  | Rolie Polie Olie: The Great Defender of Fun | Willy Jollie (voice)                   |
| 2003  | Back to School with Franklin                | Mr. Fox (voice)                        |
| 2003  | Rolie Polie Olie: The Baby Bot Chase        | Gloomius Maximus, Wally Jolly (voices) |
| 2004  | Childstar                                   | Wedge Executive                        |

### التلفزيون[6]
[edit source]
| السنة     | العنوان                  | الدور                                                        |
| --------- | ------------------------ | ------------------------------------------------------------ |
| 1986      | Night Heat               | Julian Tobias                                                |
| 1987      | American Playhouse       | The Triumphant Egghead                                       |
| 1989–1991 | بابار                    | صوت العم ارثر                                                |
| 1990      | سوبر ماريو               | Additional Voices (voice)                                    |
| 1991      | ماكجيفر (مسلسل 1985)     | Nikolai Rostov                                               |
| 1992–1996 | X-Men                    | Quicksilver/Pietro Maximoff, Arkon, Kiyoek, Various (voices) |
| 1993      | E.N.G.                   | Roger Quigley                                                |
| 1994      | Free Willy               | Willy the Orca (voice)                                       |
| 1996      | Any Mother's Son         | John Miller                                                  |
| 1998–2000 | Flying Rhino Junior High | Buford, Mr. Needlenose (voices)                              |
| 1999      | Mythic Warriors          | Theseus, Fisherman (voices)                                  |
| 2000–2002 | John Callahan's Quads!   | Lefty (voice)                                                |
| 2001–2002 | Medabots                 | Shrimplips, Calamari, Various (voices)                       |
| 2001–2002 | Rescue Heroes            | Willy Stop (voice)                                           |
| 2002–2004 | أشكالهم غريبة            | Gloomius Maximus (voice)                                     |
| 2004–2010 | قدم فران                 | Additional Voices (voice)                                    |
| 2009      | Murdoch Mysteries        | Morris Bailey                                                |

### العاب الفيديو[6]
[edit source]
| السنة | العنوان       | الدور           |
| ----- | ------------- | --------------- |
| 1998  | ريزدنت إيفل 2 | Leon S. Kennedy |
| 2019  | داي مير: 1998 | Cleaner         |